# Ansitz Oberpayrsberg

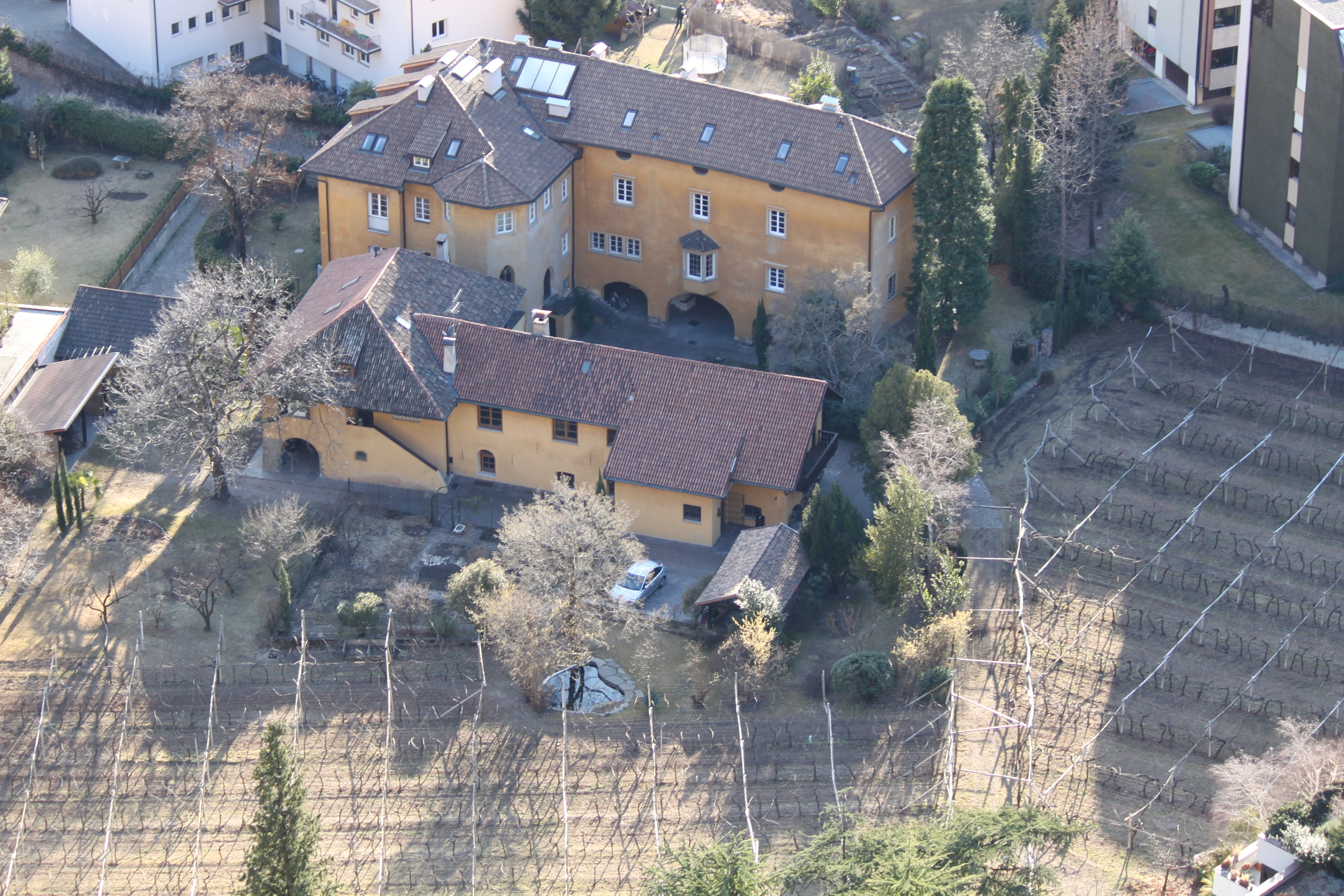
Der Ansitz Oberpayrsberg von der Oswaldpromenade aus betrachtet

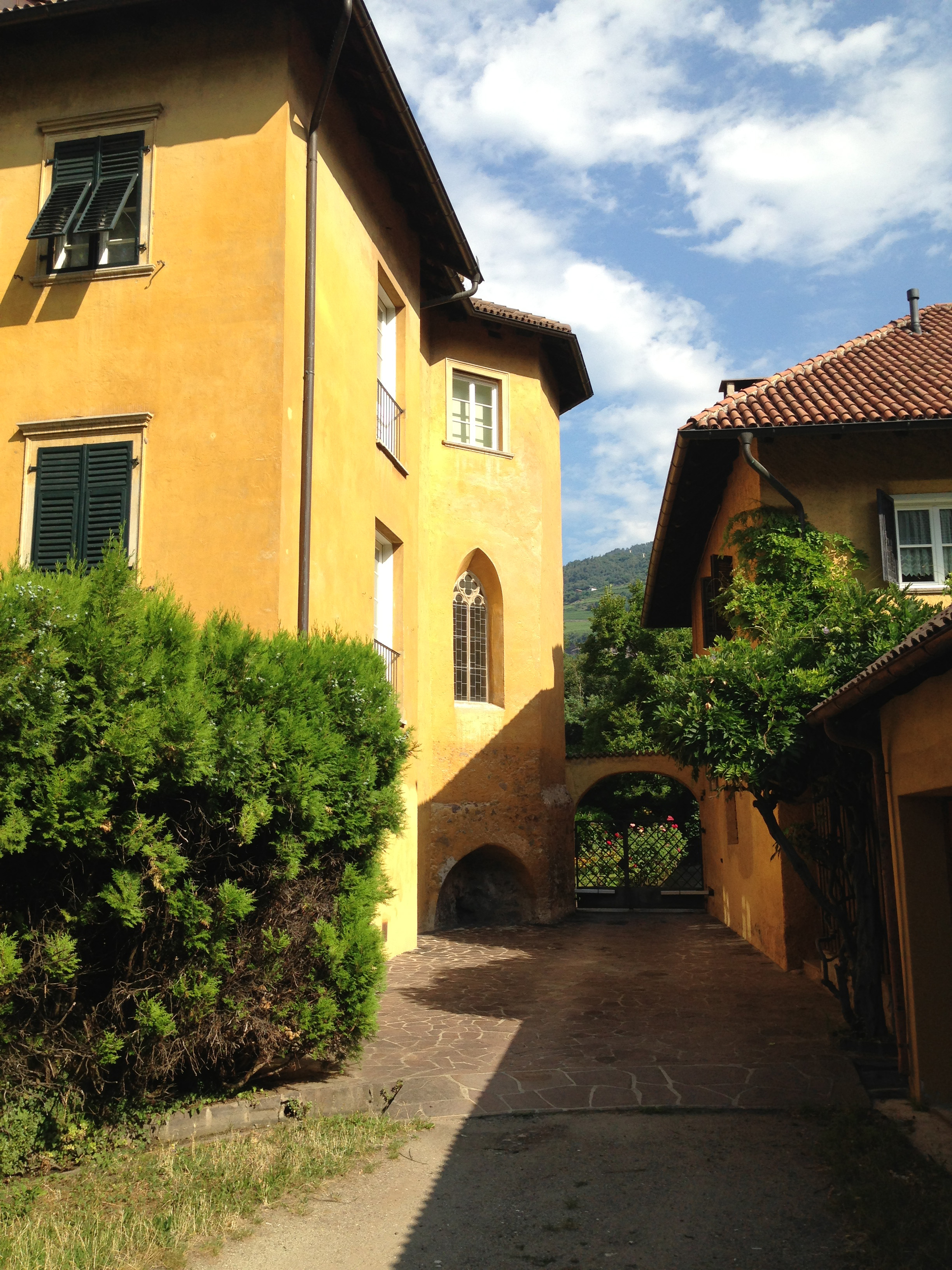
Die Kapelle von außen (Südansicht)

Der Ansitz Oberpayrsberg ist ein von Weingärten umgebener Edelsitz in Bozen. Er befindet sich am Oswaldweg. Seit 1953 steht er unter Denkmalschutz.
Das Haus war ursprünglich ein augsburgischer Gutshof und wurde Ende des 13. Jahrhunderts erstmals erwähnt. Später kam er in die Hand der Boymont-Payrsberg, die ihn um 1571 zum Ansitz umbauten. Durch Heirat ging das Haus an die Bozner Familie Niedertor über. Über dem Eingangstor befindet sich ein Allianzwappen Payrsberg-Niedertor mit der Jahreszahl 1571. Die 1487 geweihte Ulrichs- und Afra-Kapelle zeigt noch spätgotische Bauformen. Das Haus wurde später in Ober- und Unterpayrsberg geteilt. Seit Ende des 19. Jahrhunderts ist der Ansitz im Besitz der Familie von Braitenberg.
Das Oberpayrsberger Archiv wurde 1987 von der Familie von Braitenberg dem Südtiroler Landesarchiv als Depositum überlassen. Es dokumentiert vor allem Besitz und Rechtstitel der Familien Boymont-Payrsberg, Niedertor, Gerstl und Weineck. Der Bestand umfasst neben 655 Urkunden aus dem Zeitraum 1204–1774 rund 230 Handschriften und Amtsbücher sowie Aktenmaterial (darunter frühe Urbare, Rechnungen, Weinregister, Inventare, Korrespondenz, Unterlagen zu Erbteilungen und Heiratsverträge). Der südliche Teil des Ansitzes wurde im Zweiten Weltkrieg von einer Fliegerbombe getroffen und mit einer modernisierten Fassade wieder aufgebaut.

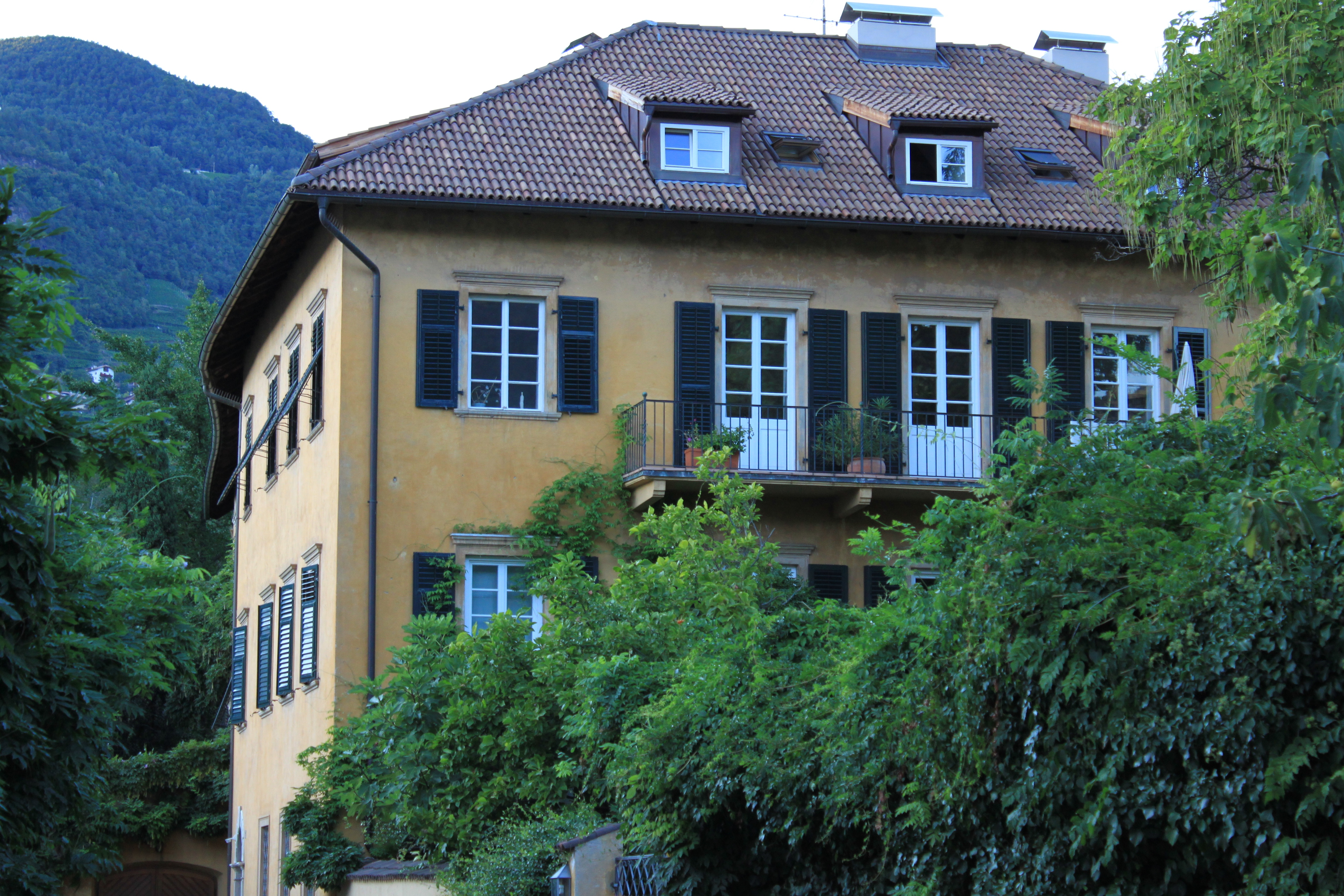
Südansicht des Ansitzes Oberpayrsberg
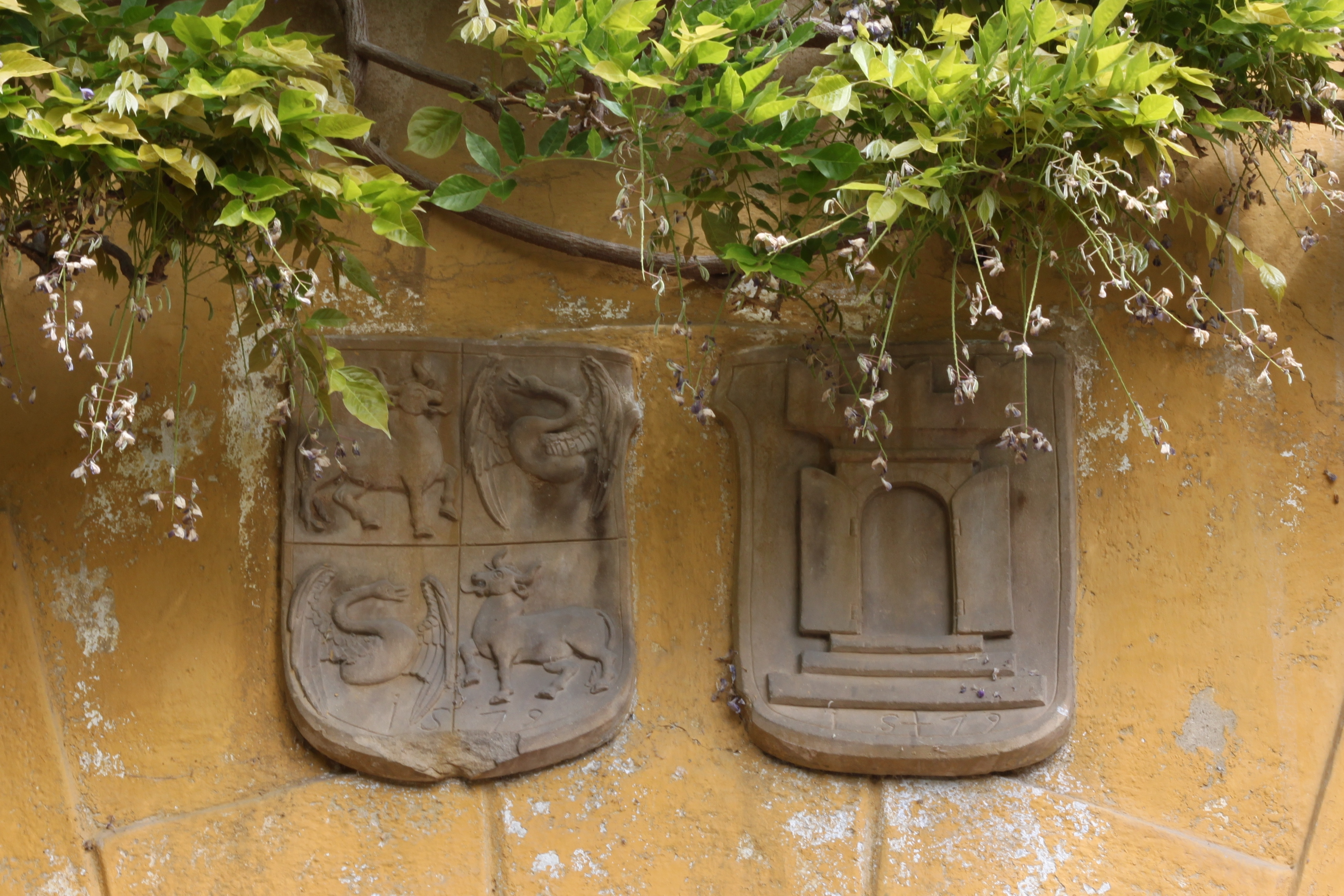
Das Allianzwappen der Familien Payrsberg-Niedertor oberhalb des Einganges zum Ansitz